# Automóviles eléctricos en Suecia

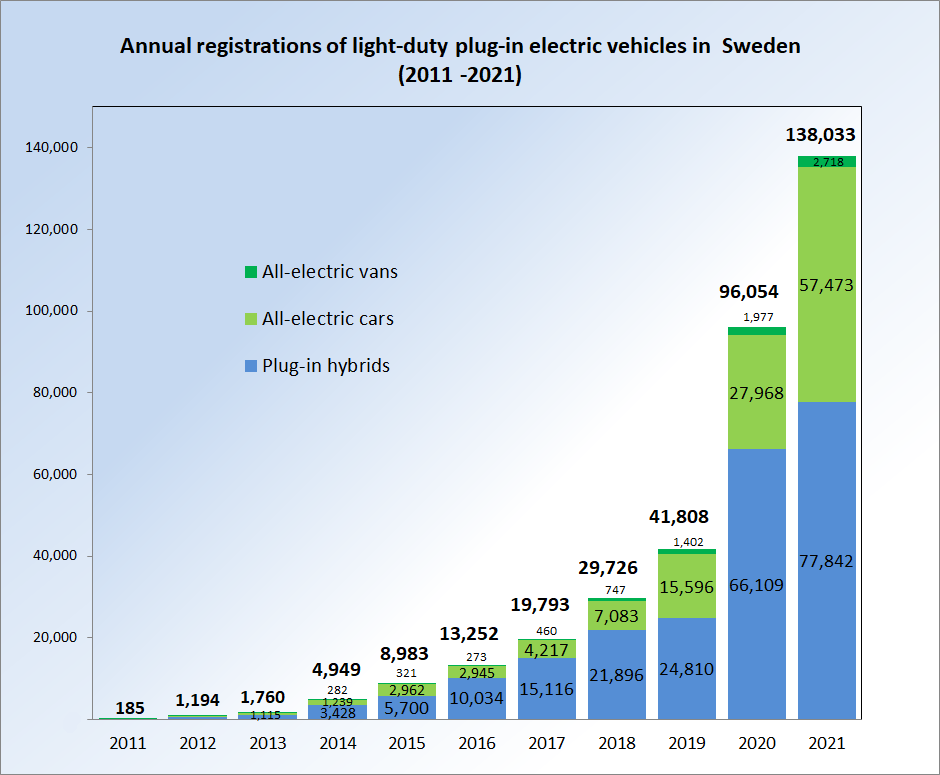
Los registros de vehículos eléctricos en Suecia por año entre 2011 y 2021.

El uso del automóvil eléctrico en Suecia es promovido por el gobierno mediante incentivos económicos y representa un mercado creciente dentro de este país miembro de la Unión Europea. Hasta diciembre de 2021, un total de 355.737 vehículos eléctricos enchufables livianos se han registrado en Suecia desde 2011, que consiste en 226.731 híbridos enchufables, 120.343 coches totalmente eléctricos y 8.663 furgonetas totalmente eléctricas de servicios públicos.

## Industria
Para noviembre de 2014, el auto enchufable de mayores ventas eléctrico fue el Mitsubishi Outlander P-HEV con 2.385 unidades registradas, seguido por el PHEV Volvo V60 con 1.388 unidades y el Toyota Prius con 1.085. Los híbridos enchufables representaron el 71% de la población de coche eléctricos registrados en Suecia. El vehículo completamente eléctrico con mayores ventas fue el Nissan Leaf con 884 unidades registradas. El Renault Kangoo Z.E. es el líder en el segmento de servicio comercial de vehículos enchufables con 718 unidades vendidas a través de diciembre de 2014. La cuota de mercado de vehículos eléctricos se elevó de 0,57 % en 2013 para el 1,53% de las ventas de automóviles nuevos en el país en 2014. Durante 2014 las matriculaciones de vehículos nuevos aumentaron 201% desde 2013, mientras que las matriculaciones de turismos nuevos aumentaron un 12,7%.

## Incentivos del Gobierno
En septiembre de 2011 el gobierno sueco aprobó un programa de 200 millones KR, de inicio efectivo en enero de 2012, para proporcionar un subsidio de 40.000 KR por coche para la compra de 5.000 vehículos eléctricos y otros "super coches verdes" con emisiones de carbono ultra bajas, definido como aquellos con emisiones inferiores a 50 gramos de dióxido de carbono (CO2) por kilómetro. También hay una exención del impuesto anual de circulación para los primeros cinco años a partir de la fecha de su primera inscripción que beneficia a los propietarios de vehículos eléctricos con un consumo de energía de 37 kWh por cada 100 km o menos y los vehículos híbridos con emisiones de CO2 de 120 g/km o menos. Además, tanto para los vehículos eléctricos e híbridos, el valor fiscal de los coches a los efectos del cálculo de la prestación en especie de un vehículo de la empresa en virtud del IRPF se reduce en un 40 % en comparación con la gasolina correspondiente o comparable a un coche con motor diesel. La reducción del valor fiscal tiene un tope de 40.000 por año KR.
En julio de 2014, el programa se quedó sin fondos y un total de 5.028 nuevos "super coches limpios" se habían registrado en el país desde enero de 2012. BIL Sweden, la asociación nacional de la industria del automóvil, pidió al gobierno una inversión adicional de 100 millones de KR para cubrir el subsidio durante otros 2.500 matriculaciones de vehículos nuevos super limpios entre agosto y diciembre de 2014. En diciembre de 2014, el Riksdag, el Parlamento sueco, aprobó un crédito de 215 millones de KR para financiar los subsidios de automóviles súper limpios en 2015. La consignación para el año 2015, de acuerdo con la decisión del Parlamento y la posterior decisión del gobierno, también será utilizado el pago de los coches verdes súper limpios registrados en 2014 que no recibieron la subvención.

## Registros
Un total de 178 coches totalmente eléctricos se registraron en Suecia en 2011 y el registro de vehículos eléctricos subió a 928 unidades en 2012, liderado por el Toyota Prius con 499 unidades, seguido por el Nissan Leaf con 129 unidades y el tercer lugar fue compartido por el Volvo C30 eléctrico y el Opel Ampera con 88 unidades cada uno. Los coches de propulsión eléctrica alcanzaron una cuota de mercado del 0,33% en 2012. Además, 265 furgones Renault Kangoo Z.E. fueron vendidos en 2012. Durante 2013 un total de 1.545 coches eléctricos enchufables se registraron en el país. 269,363 vehículos turísticos nuevos fueron vendidos, lo que representa una cuota de mercado del 0,57%. Con 1.113 unidades registradas en el año 2013, los híbridos enchufables representaron el 72,0% del total de las matriculaciones de automóviles eléctricos. Este número incluye 10 I3S BMW vendidos con la opción de extensor de rango, que Suecia los clasifica como híbridos enchufables. Los coches enchufables más vendidos durante 2013 fueron el Volvo V60 con 601 unidades, el Prius con 376 y el Nissan Leaf con 317.
Las ventas de coches eléctricos durante 2014 crecieron significativamente. Los registros de los coches de energía super limpia de julio de 2014 fueron impulsados por el final de la cuota de 5.000 nuevos coches elegibles para el subsidio de coches súper limpios. Un total de 4.656 vehículos turísticos se registraron en 2014, lo que representa una participación de mercado de 1,53% de los vehículos turísticos nuevos matriculados en el país en 2014. La matriculación de coches de energía super limpia subieron un 201% a partir de 2013, mientras que las matriculaciones de coches de pasajeros nuevos aumentaron un 12,7%. Los coches de energía super limpia representaron el 8,8% de los automóviles de combustible alternativo vendidos durante 2014. Los coches eléctricos enchufables de venta superior en 2014 fueron el Mitsubishi Outlander P-HEV con 2.289 unidades, Volvo V60 PHEV con 745, y el Nissan Leaf con 438 unidades. La furgoneta de utilidad totalmente eléctrica más vendida fue el Kangoo Z.E. con 242 unidades, de un total de 282 furgonetas eléctricas registradas.
Un total de 8.908 vehículos eléctricos de poca potencia se registraron en 2015, un aumento del 80% a partir de 2014. La acción registrada consistió en 5.625 híbridos enchufables, 2.962 coches totalmente eléctricos y 321 furgones totalmente eléctricos.
La siguiente tabla presenta los registros de coches eléctricos con capacidad de carretera por modelo entre enero de 2011 y diciembre de 2014.
| El registro coches eléctricos por modelo en Suecia entre 2011 y 2014 | El registro coches eléctricos por modelo en Suecia entre 2011 y 2014 | El registro coches eléctricos por modelo en Suecia entre 2011 y 2014 | El registro coches eléctricos por modelo en Suecia entre 2011 y 2014 | El registro coches eléctricos por modelo en Suecia entre 2011 y 2014 | El registro coches eléctricos por modelo en Suecia entre 2011 y 2014 | El registro coches eléctricos por modelo en Suecia entre 2011 y 2014 | El registro coches eléctricos por modelo en Suecia entre 2011 y 2014 |
| Modelo | Modelo                                                               | Total de registros                                                   | Cuota de mercado                                                     | 2014                                                                 | 2013                                                                 | 2012                                                                 | 2011                                                                 |
| --- | -------------------------------------------------------------------- | -------------------------------------------------------------------- | -------------------------------------------------------------------- | -------------------------------------------------------------------- | -------------------------------------------------------------------- | -------------------------------------------------------------------- | -------------------------------------------------------------------- |
| Mitsubishi Outlander P-HEV | Mitsubishi Outlander P-HEV                                           | 2,385                                                                | 32.5%                                                                | 2,289                                                                | 96                                                                   |                                                                      |                                                                      |
| Volvo V60 PHEV | Volvo V60 PHEV                                                       | 1,388                                                                | 18.9%                                                                | 745                                                                  | 601                                                                  | 42                                                                   |                                                                      |
| Toyota Prius PHV | Toyota Prius PHV                                                     | 1,085                                                                | 14.8%                                                                | 210                                                                  | 376                                                                  | 499                                                                  |                                                                      |
| Nissan Leaf | Nissan Leaf                                                          | 884                                                                  | 12.0%                                                                | 438                                                                  | 317                                                                  | 129                                                                  |                                                                      |
| Tesla Model S | Tesla Model S                                                        | 265                                                                  | 3.6%                                                                 | 265                                                                  |                                                                      |                                                                      |                                                                      |
| Volkswagen e-Up! | Volkswagen e-Up!                                                     | 239                                                                  | 3.3%                                                                 | 199                                                                  | 40                                                                   |                                                                      |                                                                      |
| BMW i3 | Total                                                                | 221                                                                  | 3.0%                                                                 | 210                                                                  | 11                                                                   |                                                                      |                                                                      |
| BMW i3 | REx                                                                  | 142                                                                  | 1.9%                                                                 | 132                                                                  | 10                                                                   |                                                                      |                                                                      |
| BMW i3 | BEV                                                                  | 79                                                                   | 1.1%                                                                 | 78                                                                   | 1                                                                    |                                                                      |                                                                      |
| Renault Zoe | Renault Zoe                                                          | 204                                                                  | 2.8%                                                                 | 204                                                                  |                                                                      |                                                                      |                                                                      |
| Volvo C30 Electric | Volvo C30 Electric                                                   | 198                                                                  | 2.7%                                                                 | 16                                                                   | 46                                                                   | 88                                                                   | 48                                                                   |
| Opel Ampera | Opel Ampera                                                          | 131                                                                  | 1.8%                                                                 | 22                                                                   | 21                                                                   | 88                                                                   |                                                                      |
| Mitsubishi i MiEV | Mitsubishi i MiEV                                                    | 98                                                                   | 1.3%                                                                 | 6                                                                    | 12                                                                   | 9                                                                    | 71                                                                   |
| Citroën C-Zero | Citroën C-Zero                                                       | 71                                                                   | 1.0%                                                                 | 4                                                                    | 7                                                                    | 29                                                                   | 31                                                                   |
| Chevrolet Volt | Chevrolet Volt                                                       | 40                                                                   | 0.5%                                                                 | 0                                                                    | 7                                                                    | 33                                                                   |                                                                      |
| Peugeot iOn | Peugeot iOn                                                          | 39                                                                   | 0.5%                                                                 | 2                                                                    | 0                                                                    | 9                                                                    | 28                                                                   |
| Fisker Karma | Fisker Karma                                                         | 21                                                                   | 0.3%                                                                 | 0                                                                    | 2                                                                    | 19;                                                                  |                                                                      |
| Volkswagen e-Golf | Volkswagen e-Golf                                                    | 17                                                                   | 0.2%                                                                 | 17                                                                   |                                                                      |                                                                      |                                                                      |
| Audi A3 e-tron | Audi A3 e-tron                                                       | 14                                                                   | 0.2%                                                                 | 14                                                                   |                                                                      |                                                                      |                                                                      |
| Porsche Panamera S E-Hybrid | Porsche Panamera S E-Hybrid                                          | 12                                                                   | 0.16%                                                                | 10                                                                   | 2                                                                    |                                                                      |                                                                      |
| Ford Focus Electric | Ford Focus Electric                                                  | 6                                                                    | 0.08%                                                                | 2                                                                    | 4                                                                    |                                                                      |                                                                      |
| BMW i8 | BMW i8                                                               | 6                                                                    | 0.08%                                                                | 6                                                                    |                                                                      |                                                                      |                                                                      |
| Saab 9-3 ePower | Saab 9-3 ePower                                                      | 4                                                                    | 0.05%                                                                | 4                                                                    |                                                                      |                                                                      |                                                                      |
| Porsche 918 Spyder | Porsche 918 Spyder                                                   | 4                                                                    | 0.05%                                                                | 4                                                                    |                                                                      |                                                                      |                                                                      |
| Smart electric drive | Smart electric drive                                                 | 2                                                                    | 0.03%                                                                | 0                                                                    | 0                                                                    | 2                                                                    |                                                                      |
| Kia Soul EV | Kia Soul EV                                                          | 2                                                                    | 0.03%                                                                | 2                                                                    |                                                                      |                                                                      |                                                                      |
| Total de registros | Total de registros                                                   | 7,342(2)                                                             | 100%                                                                 | 4,670(2)                                                             | 1,547(2)                                                             | 928                                                                  | 181                                                                  |
| Notas (1) La cuota de mercado como porcentaje de los 7.342 coches eléctricos enchufables registrados en Suecia entre enero de 2011 y diciembre de 2014. El número de coches super limpios durante el mismo período es de 7.311 unidades . (2) De acuerdo con la definición oficial sueca de coches super limpios (emisiones de CO2 de hasta 50 g / km ), los dos modelos enchufables Porsche Fisker Karma y el Panamera S E-Hybrid y el 918 Spyder no se clasifican como coches súper limpios, en lugar son considerados como híbridos convencionales. Como resultado, el total de coches super limpios registrado en 2014 es de 4.656 unidades mientras que el total matriculaciones de coches eléctricos es 4.670 unidades. Las matriculaciones de automóviles súper limpios, en 2013, se compone de 3 vehículos de pila de combustible. |                                                                      |                                                                      |                                                                      |                                                                      |                                                                      |                                                                      |                                                                      |